# Trudie Styler

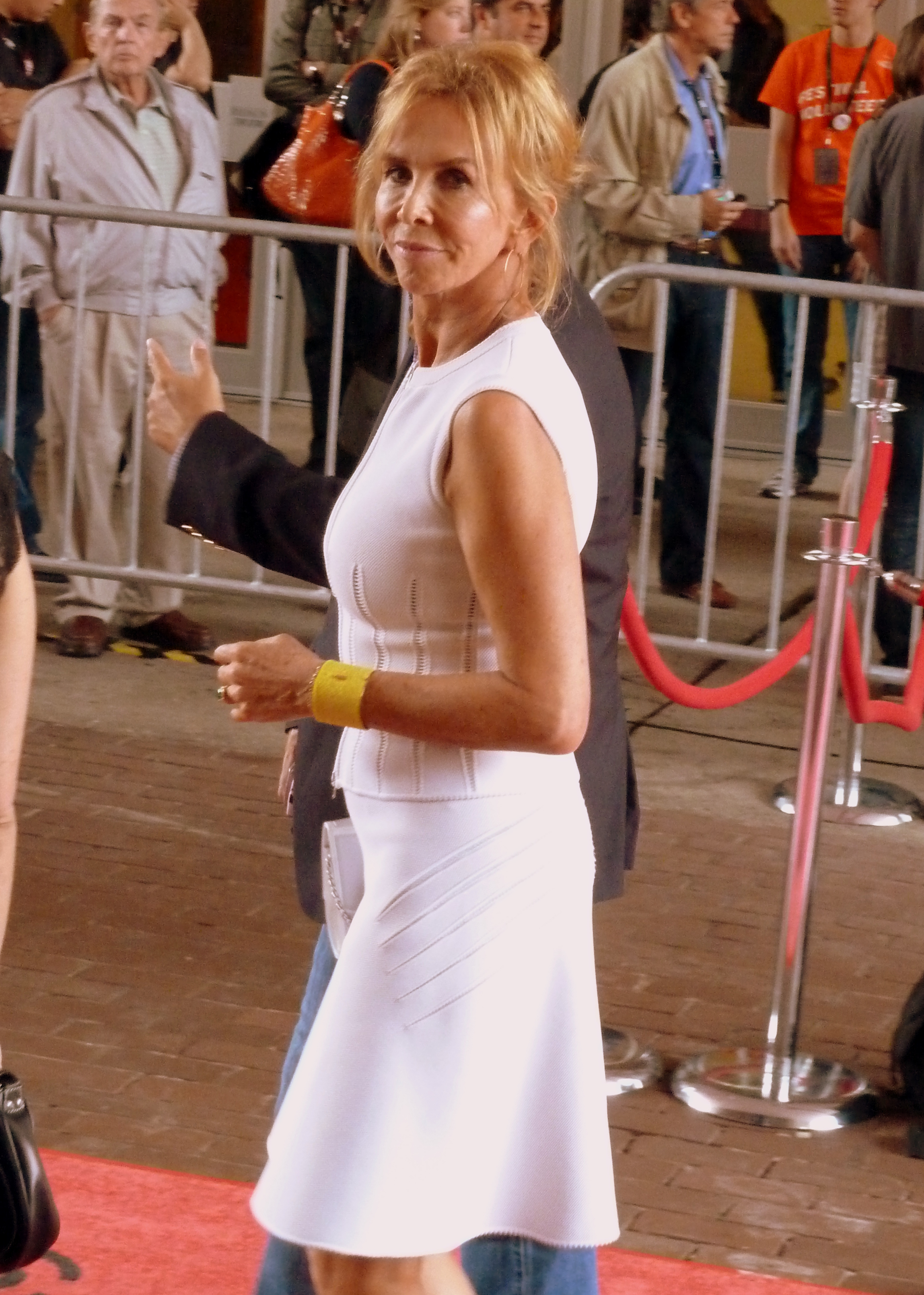
Trudie Styler auf dem TIFF 2012

Trudie Styler (* 6. Januar 1954 in Bromsgrove, England) ist eine britische Schauspielerin und Filmproduzentin.

## Leben und Werk
Ihre Schauspielausbildung absolvierte Styler an der Bristol Old Vic Theatre School. Als Produzentin des Dokudramas Berge versetzen (1994) von Michael Apted gewann Styler 1994 den Crystal Heart Award des Heartland Film Festivals und den International Documentary Association Award.
Mit dem britischen Musiker Sting ist sie seit 1982 liiert, sie heiratete ihn am 20. August 1992. Aus dieser Beziehung sind vier Kinder hervorgegangen, darunter Eliot Sumner. Zusammen mit ihrem Mann und einem Häuptling der Kayapo-Indianer aus Brasilien gründete Styler 1989 die Rainforest Foundation zur Rettung des Regenwaldes und zum Schutz der Rechte der indigenen Bevölkerung.
2019 wurde sie in die Wettbewerbsjury der 69. Internationalen Filmfestspiele Berlin berufen.

## Filmografie (Auswahl)

### Schauspielerin
- 1977: Poldark (Fernsehserie, fünf Episoden)
- 1981: Funny Man (Fernsehserie, elf Episoden)
- 1982: The Bell (Fernsehserie, vier Episoden)
- 1988: Mamba
- 1989: Modì
- 1995: The Grotesque
- 1998: Inspector Barnaby (Midsomer Murders, Fernsehreihe, Folge: Der Würger von Raven’s Wood)
- 1999: On the Q.T.
- 2001: Meine beste Freundin (Me Without You)
- 2002: Bug
- 2002: Friends (Fernsehserie, eine Folge, als sie selbst)
- 2002: Aschenputtels Geheimnis (Confessions of an Ugly Stepsister, Fernsehfilm)
- 2003: Cheeky
- 2005: Love Soup (Fernsehserie, fünf Episoden)
- 2006: Alpha Male
- 2008: Living Proof (Fernsehfilm)
- 2010: Paris Connections
- 2010: 72 Stunden – The Next Three Days (The Next Three Days)
- 2013: Drecksau (Filth)
- 2016: Zoolander 2
- 2016: The Night Of – Die Wahrheit einer Nacht (The Night Of, Fernsehserie, Episode 1x7)
- 2016: Falling Water (Fernsehserie, vier Episoden)
- 2018: Maniac (Fernsehserie, vier Episoden)
- 2019: Pose (Fernsehserie, vier Episoden)

### Produzentin
- 1993: Boys from Brazil (Dokumentarfilm)
- 1994: Berge versetzen (Moving the Mountain, Dokumentarfilm)
- 1995: The Grotesque
- 2000: Greenfingers – Harte Jungs und zarte Triebe (Greenfingers)
- 2002: The Sweatbox (Dokumentarfilm)
- 2003: Cheeky
- 2006: Kids – In den Straßen New Yorks (A Guide to Recognizing Your Saints)
- 2006: Alpha Male
- 2009: Moon
- 2012: There Is No Place Like Home – Nichts wie weg aus Ocean City (Girl Most Likely)
- 2013: Drecksau (Filth)
- 2013: Black Nativity
- 2015: New York Saints (Ten Thousand Saints)
- 2016: Freak Show
- 2017: Novitiate
- 2018: Wildling
- 2018: Skin
- 2019: Driveways
- 2021: A Mouthful of Air
- 2021: Silent Night – Und morgen sind wir tot (Silent Night)
- 2022: Infinite Storm
- 2023: Unicorns
- 2023: Krieg der Bestatter (The Burial)
- 2025: Eleanor the Great

Leitende Produzentin
- 1998: Bube Dame König grAs (Lock, Stock and Two Smoking Barrels)
- 2000: Snatch – Schweine und Diamanten (Snatch)
- 2011: Ein Cop mit dunkler Vergangenheit – The Son of No One (The Son of No One)
- 2014: Still Alice – Mein Leben ohne Gestern (Still Alice)
- 2015: Im Himmel trägt man hohe Schuhe (Miss You Already)

Regie
- 2016: Freak Show